# مخطط تدفق

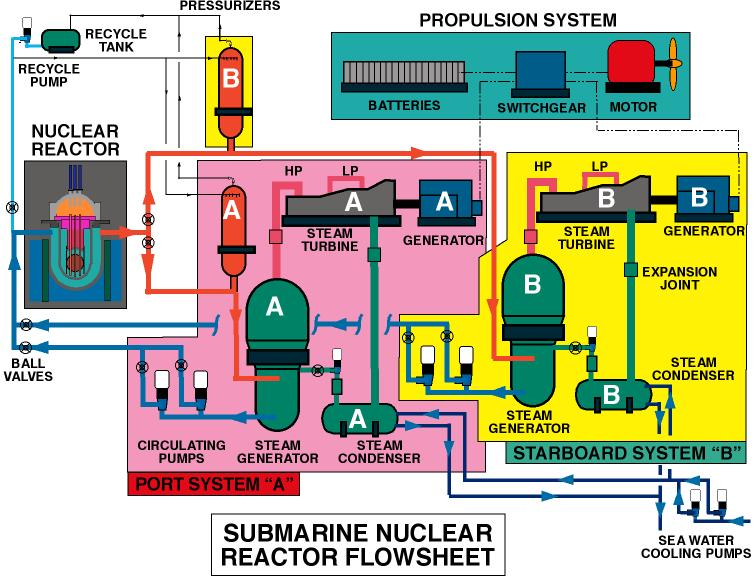
مثال على مخطط تدفق لنظام دفع غواصة نووي.

مخطط التدفق Flow diagram هو مصطلح جماعي للرسم التخطيطي الذي يمثل تدفقًا أو مجموعة من العلاقات الديناميكية في نظام. يُستخدم مصطلح مخطط التدفق أيضًا كمرادف للمخطط الانسيابي ،  وأحيانًا كنظير للمخطط الانسيابي.
تُستخدم مخططات التدفق لتبسيط نظام معقد وترتيب التدفقات فيه ، أو للكشف عن الهيكل الأساسي للعناصر وتفاعلها.

## ملخص
يستخدم مصطلح مخطط التدفق في النظريات والتطبيق بمعان مختلفة. يتم استخدام مخطط التدفق ومخطط التدفق الأكثر شيوعًا بطريقة قابلة للتبديل وتعطي معنى لتمثيل العملية. على سبيل المثال ، تعطي الرسومات المعلوماتية: مرجع توضيح شامل بواسطة Harris (1999) ، وتوضح تعريفين منفصلين:
مخطط التدفق أو رسم التدفق ..Flow chart or flow diagram. هو رسم تخطيطي يعرض بصريًا معلومات مترابطة مثل الأحداث والخطوات في العملية والوظائف وما إلى ذلك ، بطريقة منظمة ، مثل تتابع الخطوات أو التسلسل الزمني. 
مخطط التدفق [هو] تمثيل رسومي للمسار المادي أو تدفق الأشخاص أو المواد أو الأعمال الورقية أو المركبات أو الاتصالات المرتبطة بعملية أو خطة إجراء أو خطوات فحص. 
في التعريف الثاني ، يقتصر المعنى على تمثيل المسار المادي أو التدفق. مثال على هذا الرسم البياني هو الرسم التوضيحي للتدفقات في نظام دفع الغواصة النووية ، والذي يُظهر تيارات مختلفة ذهابًا وإيابًا في النظام. يمكن استكمال تمثيل مثل هذا النظام بواحد أو أكثر من المخططات الانسيابية ، والتي توضح تسلسل أحد التدفقات في اتجاه واحد ، أو أي من تدفقات التحكم لإدارة النظام.
يمكن أيضًا تصور الحركة المادية للأشياء من موقع إلى آخر في مزيج من الخرائط والمخطط الانسيابي أو الرسم التخطيطي الغني ، والتي تسمى خرائط التدفق . يمكن أن تشير خرائط التدفق على الخريطة إلى ما يتدفق أو يتحرك أو يخرج ، وفي أي اتجاه ، وبأي كمية وما إلى ذلك.

## أنواع معينة من مخططات التدفق

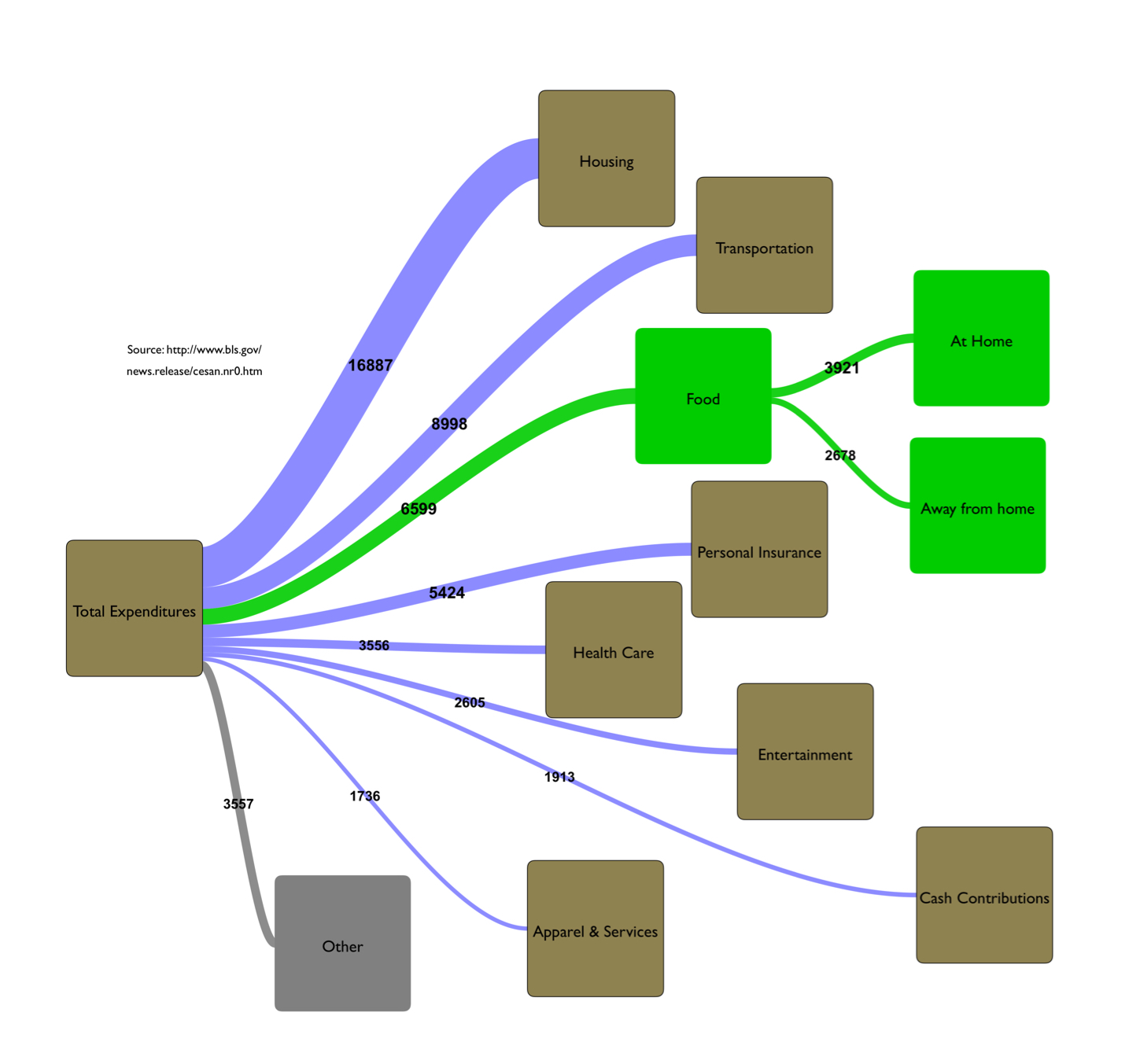
مخطط سانكي لإنفاقات المستهلك الأمريكي في عام 2012

من الناحية النظرية والتطبيقية ، تُسمى أيضًا أنواع معينة من المخططات نوعًا من مخططات التدفق ، مثل:
- مخطط الغريني ، يبرز ويلخص التغييرات الهيكلية الهامة في الشبكات
- التدفق الدائري للدخل
- مخطط تدفق التحكم ، رسم تخطيطي لوصف تدفق التحكم في عملية أو عمليات متتابعة أو برنامج تجاري
- مخطط التدفق التراكمي ، أداة مستخدمة في نظرية الاصطفاف
- مخطط كتلة التدفق الوظيفي ، في هندسة النظم
- مخطط تدفق البيانات ، تمثيل رسومي لتدفق البيانات عبر نظام معلومات
- المخزون الديناميكي ومخطط التدفق
- مخطط تدفق المعلومات ، رسم توضيحي لتدفق المعلومات في جميع أنحاء المنظمة
- مخطط تدفق عملية ، في العمليات ، تمثيل رسومي للعملية
- مخطط تدفق المنتج (PFD) ، تمثيل رسومي للترتيب الذي يتم بموجبه إنشاء سلسلة من المنتجات وفقًا لمبادئ التخطيط المستندة إلى المنتج
- شكل من أشكال تدوين موسيقى الراب يُعرف باسم "مخطط التدفق"
- مخطط سانكي ، حيث يمثل عرض الخط المقدار
- الرسم البياني لتدفق الإشارة ، في الرياضيات ، وسيلة بيانية لإظهار العلاقات بين المتغيرات لمجموعة من العلاقات الجبرية الخطية
- مخطط الحالة ،State diagram تمثيل لآلة حالة محدودة

## أنظر أيضا
- الرسم البياني للتدفق (توضيح)
- نموذج الوظيفة
- لغة البرمجة المرئية